# Pardosa wyuta
Pardosa wyuta là một loài nhện trong họ Lycosidae.
Loài này thuộc chi Pardosa. Pardosa wyuta được Willis J. Gertsch miêu tả năm 1934.